# Frigil cendrós
El frigil cendrós (Piezorina cinerea) és un ocell de la família dels tràupids (Thraupidae) i única espècie del gènere Piezorina Lafresnaye, 1843.

## Hàbitat i distribució
Habita zones amb matolls i boscos de les terres baixes costaneres del nord-oest del Perú.